# Young Griffo
Young Griffo, właśc. Albert Griffiths (ur. 15 kwietnia 1869 w Millers Point, zm. 7 grudnia 1927 w Nowym Jorku) – australijski bokser, były zawodowy mistrz świata kategorii piórkowej.
Był znany z umiejętności walki defensywnej. Potrafił znakomicie balansować ciałem unikając uderzeń. Nie posiadał silnego ciosu, ale był bardzo szybki. Był znany również z zamiłowania do nadużywania alkoholu i z nieprzykładania się do treningu.
Pierwsze walki zawodowe stoczył w 1886. Większość z nich była rozgrywana w formule no decision. W grudniu 1888 pokonał na punkty po 4 rundach przyszłego mistrza świata Torpedo Billy’ego Murphy’ego. Został zawodowym mistrzem Australii w kategorii piórkowej w grudniu 1889.
2 września 1890 w Sydney zmierzył się ponownie z Torpedo Billym Murphym, który był wówczas uznawany za mistrza świata kategorii piórkowej. Griffo zwyciężył przez poddanie się przeciwnika, który nie wyszedł do 16. rundy i został tym samym nowym mistrzem świata. W obronie tytułu pokonał Paddy’ego Morana przez nokaut w 13. rundzie 14 listopada 1890, George’a Powella przez dyskwalifikację w 20 rundzie 12 marca 1891, ponownie Torpedo Billy’ego Murphy’ego przez dyskwalifikację w 22. rundzie 22 lipca 1891 (Murphy uderzył klęczącego Griffo) i Micka McCarthy’ego przez poddanie w 4. rundzie 22 marca 1892 (wszystkie te pojedynki miały miejsce w Sydney). Później nie bronił już tytułu mistrzowskiego nie mogąc utrzymać limitu 126 funtów. 12 grudnia 1892 i 28 lutego 1893 dwukrotnie pokonał Jerry’ego Marshalla w walce o tytuł mistrza świata w wadze do 130 funtów.
Od listopada 1893 Griffo walczył w Stanach Zjednoczonych. Zremisował tam m.in. z Sollym Smithem w styczniu 1894 i z Kidem Lavigne w lutym tego roku. 17 marca 1894 w Chicago zmierzył się z byłym mistrzem świata wagi piórkowej Ike'em Weirem, którego kilkakrotnie powalał na deski, zanim policja przerwała walkę w 3. rundzie. Następnie m.in. pokonał po raz kolejny Torpedo Billy’ego Murphy’ego 7 maja tego roku, zremisował 29 czerwca z George’em Dixonem, a 27 sierpnia tego roku przegrał w Nowym Jorku z ówczesnym mistrzem wagi lekkiej Jackiem McAuliffe'em, choć prasa uznała, że był w tym pojedynku wyraźnie lepszy.
W 1895 Griffo m.in. zremisował z George’em Dixonem (dwukrotnie), Kidem Lavigne, Joe Gansem i Frankiem Erne. 10 lipca 1896 spróbował odebrać mistrzostwo świata w kategorii do 135 funtów Jackowi Everhardtowi, ale zremisował z nim po 20 rundach. Kontynuował karierę remisując z Joe Gansem w 1897 i przegrywając z nim w 1900 oraz pokonując znacznie cięższego Young Petera Jacksona w 1898. Walczył do 1904. Niektóre źródła podają, że w 1911 stoczył jeszcze pojedynek no decision z Honeyem Mellodym.
Przepuścił zgromadzony majątek i żył w biedzie, prosząc o pieniądze na Times Square. Zmarł 7 grudnia 1927  (niektóre źródła podają 10 grudnia).
Został wybrany w 1994 do Międzynarodowej Bokserskiej Galerii Sławy.